# كليفورد روبرتس
كليفورد روبرتس (بالإنجليزية: Clifford Roberts)‏ هو مسير رياضي أمريكي، ولد في 6 مارس 1894 في مورنينغ سن في الولايات المتحدة، وتوفي في 29 سبتمبر 1977 في أوغستا في الولايات المتحدة.